# Palárikovo
Palárikovo (in ungherese Tótmegyer) è un comune della Slovacchia facente parte del distretto di Nové Zámky, nella regione di Nitra.
Fino al 1948 era chiamata Slovenský Meder, fu ribattezzata in quell'anno in onore di Ján Palárik.